# Maria Schild
Maria Helena Florentina Schild (* 3. Mai 1745 in Bonn; † 17. April 1827 ebenda) war eine deutsche Historienmalerin und kurkölnische Hofmalerin zu Bonn.

## Leben
Maria Schild war eine Tochter des kurkölnischen Hofmalers Johann Matthias Schild und dessen Ehefrau Maria Gertrud Vianden. Unter den sieben Kindern des Paars wurde auch ihr Bruder Bartholomäus Franz ein Maler. Er schuf Historien und Blumenstillleben.
Kurfürstlich gefördert besuchte Maria Schild nach erster künstlerischer Ausbildung durch ihren Vater sieben Jahre die Kunstakademie Düsseldorf. Eine Weile war sie in Düsseldorf künstlerisch tätig. Ihr Geschick im Kopieren alter Meister zog viele Aufträge nach sich. Sie kehrte nach Bonn zurück und wurde Hofmalerin der Kurfürsten Maximilian Friedrich von Königsegg-Rothenfels und Maximilian Franz von Österreich. Unverheiratet schuf sie bis ins hohe Alter religiöse Malerei, vielen Kirchen lieferte sie Altarbilder.